# Кубок Німеччини з футболу 1958
Кубок Німеччини з футболу 1958 — 15-й розіграш кубкового футбольного турніру в Німеччині. Шостий кубковий турнір на території Федеративної Республіки Німеччина після закінчення Другої світової війни. У кубку взяли участь 5 команд, по одній від кожної федеральної області. Переможцем кубка Німеччини вдруге в історії став Штутгарт.

## Кваліфікаційний раунд
| Команда 1                       | Рахунок | Команда 2                       |
| ------------------------------- | ------- | ------------------------------- |
| 9 серпня 1958                   |         |                                 |
| Тасманія 1900 (Західний Берлін) | 1:1 дч  | Оснабрюк                        |
| 21 вересня 1958 (перегравання)  |         |                                 |
| Оснабрюк                        | 1:3     | Тасманія 1900 (Західний Берлін) |

## Півфінали
| Команда 1                       | Рахунок | Команда 2             |
| ------------------------------- | ------- | --------------------- |
| 21 вересня 1958                 |         |                       |
| Саарбрюкен                      | 1:4     | Штутгарт              |
| 26 жовтня 1958                  |         |                       |
| Тасманія 1900 (Західний Берлін) | 1:2     | Фортуна (Дюссельдорф) |

## Фінал
| 16 листопада 1958 |

| Штутгарт                                              | 4:3 дч   | Фортуна (Дюссельдорф)            |
| ----------------------------------------------------- | -------- | -------------------------------- |
| Праксль 36' Гайгер 62' Вальднер 68' (пен.) Вайзе 113' | Протокол | Гоффманн 50' Вольффрамм 52', 79' |

| Ауештадіон, Кассель Глядачів: 28 000 Арбітр: Вернер Трайхель |